# پشت‌شناگران کوتوله
پشت‌شناگران کوتوله (نام علمی: Pleidae) نام یک تیره از فروراسته سوزنی‌ریختان است.